# Jean Duchemin
Jean Duchemin (né vers 1540 à Treignac et mort à Cassaigne le 31 juillet 1616) est un ecclésiastique qui fut évêque de Condom de 1581 à 1616.

## Biographie
Jean Duchemin ou du Chemin est issu d'une famille du Limousin. Il nait à Treignac, on ne connait pas l'identité précise de ses parents. Il est le fils de Denys ou Guy du Chemin ou Duchemin et de N. Lespinats ou Lespinasse. On ignore sa formation exacte mais il arrive dans le diocèse de Condom vers 1560 à l'incitation de son oncle maternel Antoine Lespinats, vicaire général de l'évêque Charles de Pisseleu. Il écrit aussi des vers et de la prose en latin dont il reste quelques traces notamment des épitaphes. Il devient chanoine du chapitre en 1567 et il est délégué à Paris pour les affaires du diocèse en 1571. C'est là qu'il rencontre les cardinaux Louis de Loraine, Charles de Bourbon et Nicolas de Pellevé, et qu'il réussit à les convaincre que les dévastations opérées dans le diocèse de Condom par Gabriel Ier de Montgommery et ses troupes de Huguenots, rendent indispensable de réduire d'un tiers les sommes dues par l'évêché. Il revient à Condom à la demande de l'évêque Jean de Monluc et devient son collaborateur et son ami.
Lorsque ce dernier décide de résigner le siège épiscopal, il le cède à Jean Duchemin en 1581. Le nouvel évêque donne la mesure de ses capacités guerrières en soumettant les réformés de Nérac mais il doit également faire face à des procès avec son chapitre de chanoines et la municipalité de sa cité épiscopale. Il fait bâtir un tombeau pour y être inhumé avec son prédécesseur, ami et bienfaiteur. Il participe aux États généraux de 1588-1589 à Blois. Il est également à l'origine de la création d'un séminaire à Condom ; en effet en 1600 il obtient l'accord des Consuls de la cité pour dédier une annexe du collège à la formation des prêtres mais cette décision reste sans suite. Il a fait venir à Condom son propre neveu Antoine de Cous qui devient chanoine à 15 ans, prévôt du chapitre, vicaire général, qu'il ordonne prêtre en 1595 avant de le choisir comme coadjuteur le 15 mars 1604, et qu'il soit consacré comme évêque titulaire d'Auzia à Rome en mars 1604. En 1608 il acquiert la seigneurie de Pontarion qu'il lègue par son testament du 1er décembre 1615 à son neveu Théophile du Chemin. Jean Duchemin se retire alors au château de Cassaigne, résidence de campagne des évêques. Toujours très attaché à la famille de son prédécesseur, jusqu'à sa mort, il entretient des relations avec Adrien de Monluc dont il fut le tuteur. Il meurt le 31 juillet 1616 et est inhumé dans l'église paroissiale.